# 小田急百貨店
株式会社小田急百貨店（おだきゅうひゃっかてん、英: Odakyu Department Store Company Limited）は、小田急グループに属する百貨店。東京都の新宿、町田市と神奈川県藤沢市に店舗がある。小田急ポイントサービスの加盟店。
小田急百貨店の全社スローガンは「つぎのわたしへ、グッドアクセス」。

## 概要

### 新宿店の開業
戦後に大東急から独立した小田急電鉄は高度経済成長期に大手私鉄として成長を遂げた。1960年（昭和35年）6月に東京都が新宿副都心計画を発表したことを受け、1960年代は新宿駅西口の発展が著しい時代となる。同社の沿線である東京西部から神奈川県は都心へのベッドタウンとして人口が急増し、同社のターミナル駅でもある新宿駅は日本一の乗降客数を誇る駅となった。
こうした時代背景の中で、小田急電鉄でも他の大手私鉄と同様にこの時代から事業の多角化を進め、流通・不動産事業へ乗り出すこととなる。その皮切りとなったのが1962年11月3日の小田急百貨店新宿店の開業である。開店当初は小田急ハルク（現：ハルク）の建物が本館であった。
1964年2月に小田原線新宿駅が立体化された。小田急新宿駅の地上部分に1966年8月25日、新宿地下鉄ビルディング（現：新宿店本館北側部分）が完成。同年9月9日、このビルに小田急百貨店新館を開店した。なお同日に同ビルの地下部分にはメトロ食堂街が開店している。翌1967年11月には新宿西口駅ビル（現：小田急新宿駅ビル）が完成し、同年11月23日に新宿西口駅ビル（南側部分）と新宿地下鉄ビルディング（北側部分）をあわせて新たに小田急百貨店の本館とし、新宿店が全館で営業開始した。そして同年11月27日、旧館を「別館小田急ハルク」として新装開店した。
なお、同時期の1964年11月1日には京王百貨店新宿店が開店し、大手私鉄系百貨店が同一駅前に隣接して並ぶという珍しい例となっている。また1966年11月には、新宿駅西口地下街「小田急エース」が開業している。

### 沿線への出店と再編
1976年9月23日には町田店を開店。また小田急電鉄による都市型オープンモール「ミロード」が本厚木（1982年（昭和57年））、新宿（1984年（昭和59年））、新百合ヶ丘（1992年（平成4年））に開業、相模大野駅には「相模大野ステーションスクエア」（1996年（平成8年））が開業するなど、小田急グループ内でも流通分野は拡大を続けた。
しかしその後はバブル崩壊の影響もあり、1990年代後半から2000年代にかけては、「母と子の原宿カリヨン館」「多摩カリヨン館」の閉店など、大規模店舗の閉店が続いた。また京王百貨店や伊勢丹新宿本店、新宿駅南口のタカシマヤタイムズスクエアへ進出した高島屋新宿店などで繰り広げられた「新宿百貨店戦争」などにより経営環境が悪化。2002年5月23日には、家具販売の不振からインテリア専門の「別館小田急ハルク」の2階の一部から6階フロアをビックカメラへの賃貸に切り替えるなど、体制の立直しを行った。
さらに小田急電鉄主導の下、2005年（平成17年）3月1日に百貨店業の再編を実施した。小田急百貨店を営業と資産に分割し、小田急百貨店の営業部分を藤沢小田急へ吸収分割する事により2社を経営統合した。承継会社である藤沢小田急は、商号を「株式会社小田急百貨店」に変更した。また、従来の小田急百貨店は資産部分を保有管理する会社となり、商号を「株式会社小田急百貨店ビル」に変更した。その後、同年6月1日、小田急百貨店ビルは小田急電鉄に承継された。
新宿駅西口再開発に伴い、2022年10月2日に旧本館での営業を終了し、10月4日に新宿駅西口商業施設内にリニューアルオープンした。

### シンボル
創業時からのシンボルマークは丸に小田急の「小」を目鼻に見立てた形で配し誰にでも愛され親しまれる表情を表現し、また大きく開いた下半分は沢山の客の来店を待つ気持ちを示し、「いつもお客様の気持ちになって奉仕したい」という願いを込めたものとされ、「ニコニコマーク」の通称が存在している。
1980年代初頭までは百貨店の営業時間内限定で時報を流しており、新宿駅西口バスターミナル周辺でも聞くことができた。これは、1968年（昭和43年）に黛敏郎が作曲した「新宿小田急百貨店の時報音楽」という曲で、新宿駅や副都心周辺を主なロケ地としていたテレビドラマ（『太陽にほえろ!』・『探偵物語』・『大都会』シリーズなど）の作中でもしばしばそのメロディが流れている。
現行のロゴはシンプルさとモダンさを表したオルタネートゴシックを基本とした紺色の大文字でライトな感覚を与える縦長のものとし、アクセントとなるピンクの丸がついた「A」はアイキャッチャー的役割・明るい配色によるアメニティ感の演出・アンテナになぞらえて情報発信基地のイメージ・人になぞらえて顧客第一のイメージ・灯火になぞらえて21世紀へ向かう新宿を照らす火のイメージが与えられ、スローガン「つぎのわたしへ、グッドアクセス。」のロゴにはアクセントのピンクの丸がジャンプした曲線があしらわれ次のステージへジャンプする思いや来店客が買物をする際のワクワクする心を表した。

## 沿革
- 1961年（昭和36年）6月1日[2] - 株式会社小田急百貨店設立[2]。社長は小田急電鉄社長の安藤楢六が兼務した。
- 1962年（昭和37年）
  - 東横百貨店（現:東急百貨店）と共同配送で業務提携。
  - 11月3日[2] - 株式会社小田急百貨店が、新宿駅西口の東京建物新宿ビル（現：ハルク） に小田急百貨店を開店[2]（地上8階・地下3階）。
- 1964年（昭和39年）2月 - 小田原線新宿駅が立体化される[3]。
- 1966年（昭和41年）
  - 8月25日 - 新宿地下鉄ビルディング完成[4]（現：新宿店本館北側部分、地下部分はメトロ食堂街）。
  - 9月9日[2] - 小田急百貨店新館を開店（現：新宿店本館北側部分）[2]（「ヤング小田急」）。
  - 11月25日[2]：新宿駅西口地下広場竣工、地下駐車場営業開始[2]。
- 1967年（昭和42年）
  - 11月21日 - 新宿西口駅ビル（現：小田急新宿駅ビル）が完成。
  - 11月23日[2] - 新宿店全館営業開始[2]。新宿西口駅ビル（南側部分）と新宿地下鉄ビルディング（北側部分）をあわせて新たに小田急百貨店の本館とする。
  - 11月27日[2] - 旧館を「別館小田急ハルク」として新装開店[2]。
- 1974年（昭和49年）5月25日 - 株式会社江ノ電百貨店が江ノ電百貨店（現：藤沢店）を創業。
- 1975年（昭和50年）9月1日 - 株式会社町田小田急を設立。
- 1976年（昭和51年）9月23日[2] - 町田店を開店[2]（株式会社町田小田急による）。
- 1978年（昭和53年）3月1日[2] - 小田急フリーカード発行開始[2]、小田急ロイヤルカード発行開始（自社クレジットカード）。
- 1979年（昭和54年）8月1日 - 江ノ電百貨店が売場を増床。
- 1979年（昭和54年）11月2日[2] - 「小田急レディスクラブ」発足[2]。
- 1980年（昭和55年）3月1日[2] - 新宿店別館小田急ハルクをリニューアル[2]。
- 1984年（昭和59年）
  - 2月 - フランスの三ツ星レストラントロワグロと業務提携。
  - 4月27日 - 新宿店本館地下2階食品売場、別館小田急ハルク地下食品売場に「ブティック・トロワグロ」開店[9]。
  - 7月6日 - 株式会社藤沢小田急を設立。
- 1985年（昭和60年）
  - 3月2日[2] - 小田急百貨店藤沢店が開店[2]（株式会社藤沢小田急が、江ノ電百貨店を小田急百貨店藤沢店とする）。
  - 6月18日[2] - 新宿駅西口広場歩行者デッキが竣工、「カリヨン橋」と命名[2]。
- 1987年（昭和62年）
  - 10月1日 - 新宿店の閉店時刻を19時へ繰り下げ。
  - 11月1日 - 町田店の閉店時刻を19時へ繰り下げ。
- 1988年（昭和63年）
  - 1月29日[2] - 新宿店本館リニューアル、地下食品フロアを改装[2]。
  - 11月3日[2] - 新宿店本館リニューアル、婦人・紳士服フロアなどを改装[2]。
- 1989年（平成元年）
  - 9月13日[2] - 新宿店本館リニューアル、子供服フロアなどを改装[2]。
- 1990年（平成2年）
  - 3月7日 - 別館ハルクをリニューアル、リビングフロアを改装[2]。
  - 9月12日[2] - 別館ハルクをリニューアル、地下食品フロアを改装[2]。地下2階にカフェ「サロン・ド・テ トロワグロ」開店[9]。
  - 町田店地下1階食品売場に「トロワグロショップ」開店。
- 1991年（平成3年）
  - 8月29日[2] - 町田店を全館リニューアル[2]。
  - 9月1日[2] - 小田急百貨店が町田小田急を吸収合併[2]。
  - 10月10日 - 小田急百貨店が原宿に「母と子の原宿カリヨン館」を開店。
- 1992年（平成4年）
  - 新宿店本館11階の小田急グランドギャラリーを改装し、小田急美術館を開館。
  - 新百合ヶ丘エルミロード1階に「トロワグロショップ」を出店。
- 1993年（平成5年）
  - 3月27日[10] - 小田急百貨店が「多摩カリヨン館」を開店（小田急ビルサービスへ移管後、現：マグレブEAST）。
  - 5月10日[2] - 新宿店本館レストラン街「マンハッタンヒルズ」オープン[2]（既存のレストラン街をリニューアル）。
  - 9月22日[2] - オリジナルブランド「基本優品」発売[2]。
- 1994年（平成6年）2月28日 - 「母と子の原宿カリヨン館」閉店。
- 1996年（平成8年）
  - 3月6日 - 相模大野小田急を相模大野ステーションスクエアB館に開業。
  - 11月20日[2]：町田店に「小田急ファッションウォーク」オープン[2]。
- 1997年（平成9年）
  - 11月1日[2] - 新宿店本館をリニューアル。婦人・紳士服フロアなどを改装[2]。
- 1998年（平成10年）
  - 2月28日[2]：新宿店本館を全館リニューアルオープン[2]。
  - 5月31日 - 相模大野小田急を閉店。
- 1999年（平成11年）
  - 9月 - 別館ハルク地下2階「サロン・ド・テ トロワグロ」を「カフェ・トロワグロ」と改称しリニューアル[9]。
  - 10月6日[2]：別館ハルク地下2階をリニューアル[2]。
- 2000年（平成12年）
  - 3月1日 - 新宿店の閉店時刻を20時へ繰り下げ。
  - 3月1日[2] - 「小田急ポイントカード」（OPカード）の発行を開始[2]。同時に1978年（昭和53年）3月1日から発行していた「小田急フリーカード・小田急ロイヤルカード」を廃止する。
  - 8月11日[2] - 「小田急ポイントクレジットカード」（OPCカード）の発行を開始[2]。
  - 12月 - 小田急電鉄がハルク入居先の「東京建物新宿ビル」を取得。
- 2001年（平成13年）10月28日 - 小田急美術館閉館。
- 2002年（平成14年）
  - 3月1日[2] - 新宿店本館をリニューアル[2]。
  - 5月23日[2] - 新宿店別館小田急ハルクをリニューアルし「ハルク」に改称[2]。
  - 5月23日 - ハルクの2階の一部から6階に「ビックカメラ新宿西口店」開店[11]。
  - 10月30日 - 手提袋のカラーデザインを変更。
  - 11月29日 - ISO14001認証を取得[2]。
- 2003年（平成15年）3月19日[2] - 新宿店本館地下2階の食品フロアを増床[2]。
- 2004年（平成16年）
  - 4月21日[2] - 小田急グループポイントサービスに参加[2]。カード発行元を小田急カード株式会社（現：小田急電鉄株式会社）へ移管[2]。
- 2005年（平成17年）
  - 3月1日 - 株式会社藤沢小田急と経営統合[2]。
  - 3月 - 小田急百貨店限定商品「オンリー小田急」を発売。
  - 9月21日 - プライバシーマーク認定を取得[2]。
- 2006年（平成18年）
  - 3月1日[2] - 新スローガン「つぎのわたしへ、グッドアクセス」を制定[2]。
  - 9月1日[2] - 町田店をリニューアル[2]。
  - 9月29日 - 成城コルティ1階に「ブティック・トロワグロ」を出店。
  - 10月11日 - 藤沢店1階をリニューアル。
  - 11月1日 - 新宿店本館12階から14階のレストラン街「スカイタウン」をリニューアルし「マンハッタンヒルズ」に名称変更。
  - 11月22日[2] - 新宿テラスシティがオープン[2]。
- 2007年（平成19年）11月3日 - 新宿店開店45周年を迎える。
- 2008年（平成20年）
  - 3月23日 - 新宿店本館「マンハッタンヒルズ」の13・14階をリニューアル。
  - 9月23日[2] - 新宿店本館（雑貨・宝飾・時計・呉服フロア）をリニューアル[2]。
  - 11月5日 - 新宿店本館地下2階「ブティック・トロワグロ」をリニューアル[9]。
- 2009年（平成21年）
  - 1月19日 - 「カフェ・トロワグロ」がハルク地下2階から新宿店本館8階に移転[9]。
  - 3月20日[2] - 新宿店本館（1階 - 6階）[2]、ハルク（地下2階）リニューアル[2]。
  - 9月5日[2]：「ハルクスポーツ」リニューアルオープン[2]。
- 2010年（平成22年）3月12日[2] - 藤沢店食品フロアをリニューアル[2]。
- 2014年（平成26年）
  - 3月1日[2] - 小型店の取り組みを開始[2]、新宿店本館2階雑貨街「サンドリーズ・アレー」内にセレクトショップ「Desk my Style」[2]オープン[注 1]。
  - 11月13日[2] - 町田店食品フロアをリニューアル[2]。
- 2015年（平成27年）
  - 3月20日 - 町田店に「ぷらっとテラス」を新設。
  - 8月23日 - 小型店「Desk my Style」を初の外部出店。
  - 9月1日 - サテライト型店舗「小田急百貨店あつぎ」をオープン。
- 2016年（平成28年）
  - 10月5日 - 新宿店地下食品売場（和洋菓子）リニューアル。オリジナル菓子ブランド「かぶきあげTOKYO」発売。
  - 11月11日 - 小田急コスメオンラインを開設。
- 2018年（平成30年）2月21日 - 新宿店地下食品売場（惣菜・弁当）リニューアル。
- 2019年（平成31年/令和元年）
  - 3月1日 - 町田店をリニューアル。
  - 3月22日 - 藤沢店をSCへ業態転換し「ODAKYU 湘南GATE」[13]としてリニューアルオープン。
- 2020年（令和2年）
  - 4月1日 - 小田急電鉄100%出資により新会社「小田急SCディベロップメント」を設立。小田急グループ内の流通事業の再編に伴い、小田急百貨店、小田急ビルサービス、小田急デパートサービスの商業施設運営事業を同社へ移管し、小田急デパートサービスは小田急ビルサービスに吸収合併されて消滅した[14]。小田急電鉄直営のSC事業が同社へ移管される。「ODAKYU 湘南GATE」の運営を小田急SCディベロップメントへ移管。
- 2022年（令和4年）
  - 10月2日 - 新宿店本館の営業を終了[15][16]。
  - 10月4日 - 新宿店、新宿西口ハルクで営業開始[15]。
- 2023年（令和5年）11月26日 - 小田急百貨店あつぎの営業を終了。

## 店舗

### 百貨店

#### 新宿店（ハルク）
- 所在地 - 東京都新宿区西新宿1-5-1
  - 営業フロア - 地下2階～地上2階、7階（計6フロア[6]）
  - 新宿店は新宿駅西口再開発に伴う旧本館の営業終了（2022年10月2日）に伴い、同年10月4日に新宿駅西口商業施設「新宿西口ハルク」内にリニューアルオープンした[6]。
  - 1962年（昭和37年）の開業時にはこの建物が小田急百貨店の本館であった。
  - 1967年（昭和42年）に本館が開業した後、別館HALC（Happy Living Centerの略）として家具等のリビング用品の専門館に改装。ハルクの基本構想は、住まい全体の文化的向上を主眼に置き、これまでの家具売場にない家具類を現実に使われる形で陳列する"セットアップ方式"により理想の住空間を提案する売場を展開することにあった[17]。建物は、当初東京建物が所有し小田急百貨店が賃借していたが、2000年（平成12年）にビルを小田急電鉄が買収。2002年（平成14年）にはテナントとしてビックカメラを導入し、百貨店の売場は順次縮小して、地下2階の食品売場「ハルクフード」、地下1階と地上1階・2階（一部）のスポーツ用品売場「ハルクスポーツ」のみとなっていた。中地下3階・地下3階にはレストラン街「食堂酒場 ハル★チカ」がある。

- フロア案内（2022年10月4日現在）
  - 屋上階 - 有賀園ゴルフスクール練習場
  - 8階 - ハルクレストラン街
  - 7階 - 宝飾、メガネ・こどもメガネ・補聴器、ギフトサロン・商品券、学生服、ランドセル・シーズンアイテム、イベントスペース
  - 6階 - ビックカメラ
  - 5階 - ビックカメラ
  - 4階 - ビックカメラ
  - 3階 - ビックカメラ
  - 2階 - ビックカメラ、ハンドバッグ、婦人靴、婦人服飾雑貨
    - 中2階 - ゴルフウェア、カフェ「ル サロン ドニナス」

  - 1階 - インターナショナルブティック、時計、アクセサリー・雑貨、ゴルフ用品、ベーカリー
  - 地下1階 - 化粧品、食料品（和洋菓子）、ネイルサロン、サービスカウンター、免税カウンター
  - 地下2階 - 食料品
    - 中地下3階 - 食堂酒場 ハル★チカ（レストラン街）

  - 地下3階 - 食堂酒場 ハル★チカ（レストラン街）

#### 町田店
1971年12月、小田急電鉄は新原町田駅（現・町田駅）ビル建設工事をスタートさせるが、小田急百貨店はその一部を借りて百貨店を出店することとし、1975年9月、運営会社として「株式会社町田小田急」を設立。1976年9月23日にオープンした。
リニューアルと合併
1990年9月、相模大野に伊勢丹相模原店（2019年閉店）がオープンした。また当時、町田店の商圏内への大型店の進出や、競合店の増床、リニューアル等が計画されており、競争はますます激化すると考えられた。そのため町田店では、1990年から1993年までの4年間にわたり、640坪の増床を伴う過去最大規模のリニューアルを実施。この間、1991年9月1日には、小田急百貨店と町田小田急は合併。新たなスタートを切った。1996年から2000年にかけて、店舗強化計画をはじめとする、数々の施策を実施。段階的な全館改装を行った。
2019年3月には、13年ぶりの大規模改装を終えてグランドオープンした。改装では新たに20店が出店。4階には、改装前から人気のあった紳士用品や雑貨店を集約した。グランドオープンに先立って、2月21日、7階～8階にビックカメラが出店したが、2022年に撤退。撤退した7階には同業他社のノジマが2023年3月に出店している。ビックカメラが出店した時、一部のエレベーターがビックカメラによって、小田急3000形の電車を模してラッピングされ、2022年11月の営業最終日まで施されていた。
フロア構成
2階と3階の間（中3階部分）を貫通するように町田駅があり、2階に改札口がある。3階の小田原線連絡口は各ホームと直結しており、百貨店の営業時間内のみ利用できる。
- 屋上階 - 屋上広場
- 9階 - レストラン街「スカイタウン」
- 8階 - 紀伊國屋書店、キャンドゥ、バレエ・ダンス用品、美容、仏具
- 7階 - ノジマ[21]
- 6階 - 無印良品、キッズファンマート
- 5階 - リビング、婦人服、紳士服、学生服、ギフトサロン、商品券
- 4階 - 婦人服、紳士服、紳士洋品・雑貨、宝飾、時計、メガネ、OPカードカウンター
- 3階 - 婦人服、紳士服、アウトドアウエア、トラベル用品
- 2階 - 「ファッションウォーク（ハンドバッグ、雑貨、化粧品）」、「ぷらっとテラス」
- 1階 - 婦人服飾雑貨、アクセサリー、婦人靴、ハンドバッグ、財布、化粧品
- 地下1階 - 食料品

#### ODAKYU 湘南 GATE
1974年5月、江ノ島鎌倉観光（現・江ノ島電鉄）が中心となって藤沢駅南口に開業した江ノ電百貨店は、その後の相次ぐ大型小売店の進出による競合激化と、2度に渡るオイルショックの影響を受け業績が低迷した。そこで小田急電鉄が中心となって経営のテコ入れを図るが、累積欠損が大きな負担となっていたことから、江ノ電百貨店は特別清算手続きを行い、新会社を発足させて営業を引き継ぐことになった。
藤沢小田急が誕生
1984年7月6日、株式会社藤沢小田急が誕生。翌年3月2日に江ノ電百貨店から建物設備、従業員等を引き継ぎ営業を開始した。新生・藤沢小田急は正統派都心型百貨店を目指すこととし、「品位と格調」「暖かみとわかりやすさ」を店づくりの基本理念とした。1985年の後半には、地域一番のサービスを目指し、地下1階食品売場のリフレッシュを実施した。
1990年9月、相模大野に伊勢丹相模原店がオープンすると同時に、大船地区にルミネが、茅ヶ崎地区にパルコが出店する計画も持ち上がり、湘南地区での競争はさらに激化することが考えられた。このため藤沢小田急では、「藤沢小田急らしさの確立」「収益力の増大」を目的に1992年11月に地下1階食品売場を42坪、翌年4月に1階の服飾雑貨売場を65坪増床し、リニューアルオープンした。2000年には、次代のニーズに対応した店舗を作るべく、全館のリフレッシュ計画がスタート。特に化粧品売場、婦人肌着売場、婦人服売場の改装に力を入れたリニューアルを行い、2001年3月にオープンした。
小田急百貨店との経営統合
2005年3月1日をもって、藤沢小田急は小田急百貨店と経営統合し、藤沢小田急は「株式会社小田急百貨店藤沢店」に名称を変更した。なお、同店では2004年12月から2階の改装工事をスタート。2005年2月、2階は準グラウンドフロアとして生まれ変わった。さらに2006年には、江ノ電百貨店開店以来初となる、1階の全面的なリニューアルを実施した。
ODAKYU 湘南 GATEに
主要顧客で中高年の比重が高まっていたことから、専門店を誘致して若年層を掘り起こすべく、2019年3月に「ODAKYU 湘南 GATE」にリニューアルした。地下食品売場など一部フロアを「小田急百貨店ふじさわ」として営業し、7月には鵠沼東にあった藤沢市南市民図書館とルミネにあった市民ギャラリーなどが6階に移転し開館している。2020年に運営は小田急SCディベロップメントに移管となった。
フロア構成
- 屋上階 - 湘南ベルマーレ フットサルコート
- 7階 - ダイニングレストラン＆サービス、小田急百貨店ふじさわ（ギフトサロン、イベントスクエア）
- 6階 - 藤沢市南市民図書館、藤沢市民ギャラリー
- 5階 - 趣味雑貨＆サービス、京橋千疋屋 フルーツパーラー
- 4階 - 生活雑貨＆ビューティー
- 3階 - フードホール＆ファッション
- 2階 - 湘南スタイル＆カフェ、イベントスペース「きらっとプラス」
- 1階 - 小田急百貨店ふじさわ（化粧品、服飾雑貨）
- 地下1階 - 小田急百貨店ふじさわ（食料品）

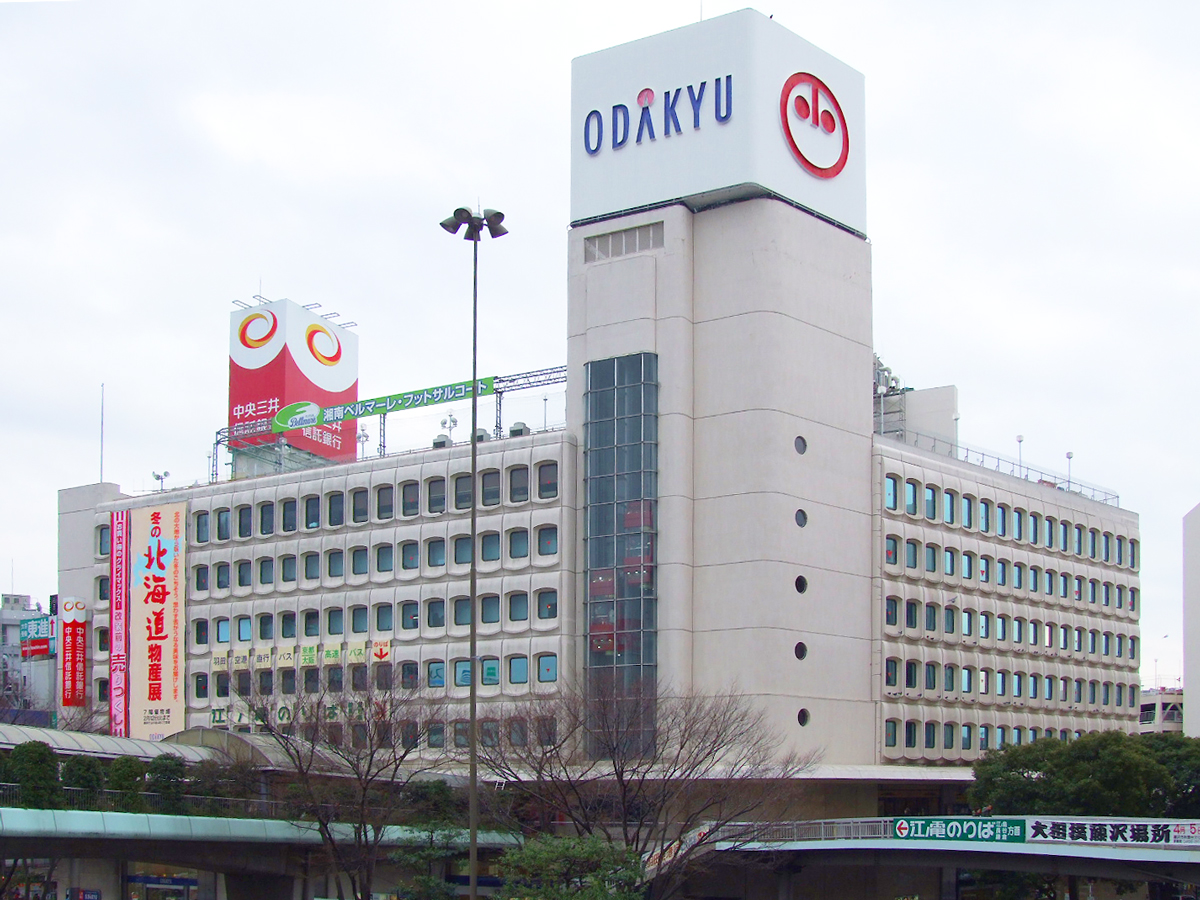
SC化前の小田急百貨店藤沢店 (2008年撮影)

### その他
- フランスのパリに、現地子会社odakyu france srl.を持つ。
- サテライト型店舗の売上高は小田急百貨店の売上高に含めるが、ミロードや小田急エースなどは別法人であり、百貨店売上高には含めていない（小田急電鉄直営事業も参照）。

## 過去に存在した店舗

### 百貨店

#### 新宿店旧本館
戦時中、五島慶太の東京急行電鉄に統合されていた東京西部の私鉄各社は、1948年に再び分離され、その中の1社である小田急電鉄の社長には、東急電鉄副社長の安藤楢六が就任した。この頃、小田急の拠点である新宿駅西口においては、国鉄、小田急、京王の各線があふれる乗降客をさばくため、駅前広場の整備と新たな西口駅舎の整備が喫緊の課題となっていた。安藤は日本における鉄道事業のビジネスモデルを創り上げた阪急の小林一三、そのモデルを東京・神奈川で展開した五島慶太の経営を範とし、就任当初から百貨店事業=ターミナルデパートの構想を強く抱いていて、この駅舎建設プランもその引き金となった。しかし、西口周辺の土地は小田急電鉄、国鉄、京王電鉄などの所有権が複雑に入り組み、加えて戦後の闇市から続く不法占拠の店舗が蝟集していて、ここに駅ビル建設を進めていくには極めて多くの困難が立ちはだかっていた。結局、駅ビル建設構想が具体的に動き出すまでには、安藤の社長就任から10年余りの時間を必要とした。
その間の1955年、小田急新宿駅の北西方向へ200m余り、道路一つはさんだ場所に土地を所有する東京建物から、そこに建設する賃貸ビルを小田急電鉄で使わないかとの打診があった。小田急電鉄は検討を重ねた結果、このビル（東建ビル）を安藤の念願である百貨店とする決定。1961年6月、安藤が社長に就任し、株式会社小田急百貨店を設立。同年7月に通産大臣に百貨店営業許可申請書を提出した。申請は都心型百貨店の開業も目指して、地下2階、地上8階、3万6000㎡余りの売り場面積であったが、商調協の中小小売商保護の壁は厚く、許可されたのは1万7000㎡と50%以上の削減で、次の段階の百貨店審議会は更に厳しく、最終的に1万5000㎡弱で許可となった。売場面積が申請の半分以下に削減されたことで、当初の計画は大きく変更せざるを得ず、限られたスペースに苦しみながらも、1962年11月3日に、東建ビル（後の小田急ハルク）で小田急百貨店はスタートした。
計画した売場面積の半分以下で開業せざるを得なかったことが大きく影響し、さらに開業にあわせたかのように始まった景気の低迷もあって、スタートしたばかりの、しかも素人集団と言ってもよい小田急百貨店の営業成績は、当初目論見とは大きく乖離し苦戦が続いた。さらに、高いポテンシャルをもつ新宿のマーケットの取り込みを考えるのは小田急ばかりではなく、この時期、駅の西側にも東側にも次々と商業施設が建設された。1962年の丸井新宿店、1963年の新宿西口会館の後、1964年5月には東口に新宿ステーションビル（後、マイシティに改称、現在はルミネエスト新宿）、同年11月には西口に京王百貨店がオープンするなど新宿駅周辺は日本有数の商業集積地域となっていた。この競合激化も小田急百貨店苦戦の一因だった。
こうした厳しい状況にあっても、小田急グループの総帥である安藤は、次の発展に向かって手をゆるめることはなかった。新宿副都心計画の決定の後、小田急電鉄では百貨店構想と一体となる小田急駅ビル計画がまとまり、1961年5月に設計を坂倉準三建築研究所に委託した。また、この駅ビルに隣接する北側の場所には、帝都高速度交通営団（現・東京メトロ）が地下鉄ビルを建設することになっていて、当初計画では大丸が進出する予定であったが、小田急のビルだけでは百貨店の面積が足りないと考えた安藤が、旧知の大丸の社長に直談判をし、結局小田急が借り受けることになった。
全館開館
1966年8月に完成した地下鉄ビルは、地下3階、地上8階、延床面積2万8000㎡の規模で、隣接する小田急ビルと一体となることを前提に建設された。小田急百貨店は地上1階以上の使用で、従来の東建ビルを旧館、地下鉄ビルを新館とし、売場面積が1万4000㎡加わったことで両館あわせて3万8000㎡となった。9月9日の新館オープン初日には入館者数15万人、売上は1億円と好調なスタートをきった。小田急ビルはその1年後、1967年11月に完成した。これと一体化された地下鉄ビルとあわせて本館、それまでの旧館と称していた東建ビルを別館（小田急ハルク）とし、両館あわせて5万4000㎡の日本一の売場面積を誇る百貨店としてスタートすることになった。11月23日に全館開店し、初日の入場者数は30万人、全フロアが終日満員となり、売上も3億円を超える大盛況であった。新たな駅ビルは一部が地上14階、高さ62mで当時の新宿では最も高い建物であった。フロア構成は8階以下が通常の百貨店営業、9階から上の高層階は百貨店の補完的機能を果たすフロアと位置づけられた。9階～14階は、"小田急スカイタウン"と命名され、「味と美と文化のオアシス」として、レストラン、理美容などのサービス、書籍、各種教室、そして文化催事場（後、小田急グランドギャラリーを経て小田急美術館）で構成された。開業当時は、エスカレーターに不慣れな客が多かったことから「エスカレーターガール」を配置していた。また旧館は小田急ハルク=HALC（Happy Living Center）の新たな名称のもと、"住"専門の店舗とした。このハルクと本館とは、地下1・2階の連絡通路、地上2階の連絡橋「カリヨン橋」で繋がっていた。
1984年10月、新宿駅南口に小田急電鉄が開発した新宿ミロードが開業した際には、2層のショッピングモール（1層はオープン（モザイク通り）、1層はクローズ）で本館と西口が結ばれた。また都庁移転を見据え、開業25周年を迎えた1988年～1990年ごろ、本館の大規模なリニューアルを実施。上層階のレストラン街も再整備され、「マンハッタンヒルズ」が1993年5月に完成した。
1991年以降、百貨店業界の売上高はバブルの崩壊とともに下降線をたどる一方となった。小田急百貨店も例外ではなく、売上、営業利益の減少とともに赤字に陥り、抜本的な経営改革と営業再編が求められた。その結果、2002年にハルクの2階半分と3階～6階にビックカメラを導入された。このため、ハルクにあった紳士服・インテリアの売場を本館に移すために、本館11階にあった小田急美術館を閉館・改装してそこに9階にあった物販用の催事場を移動し、あいた9階を使って順次玉突きで売場構成が再編され、2006年には、マンハッタンヒルズ12階に新都心の風景が眺められる「スカイテラス」が誕生している。この時期、経費削減のあおりでエレベーターガールを常駐させる百貨店も減っていたが、本館の中央エレベーターでは、2019年時点でもエレベーターガールを配置していた（ただし人材は外部委託）。
再開発
2020年9月には本館敷地における再開発計画が公表され、地下5階地上48階建ての高層商業オフィスビルが建設されることになった。新ビルは2022年度内着工、2029年度内竣工を予定している。これに伴い、2022年10月2日で本館の営業は終了したが、一部の売り場はハルクに移した上で営業を続けている。竣工後の新ビルに小田急百貨店が入るかどうかは決まっていない。

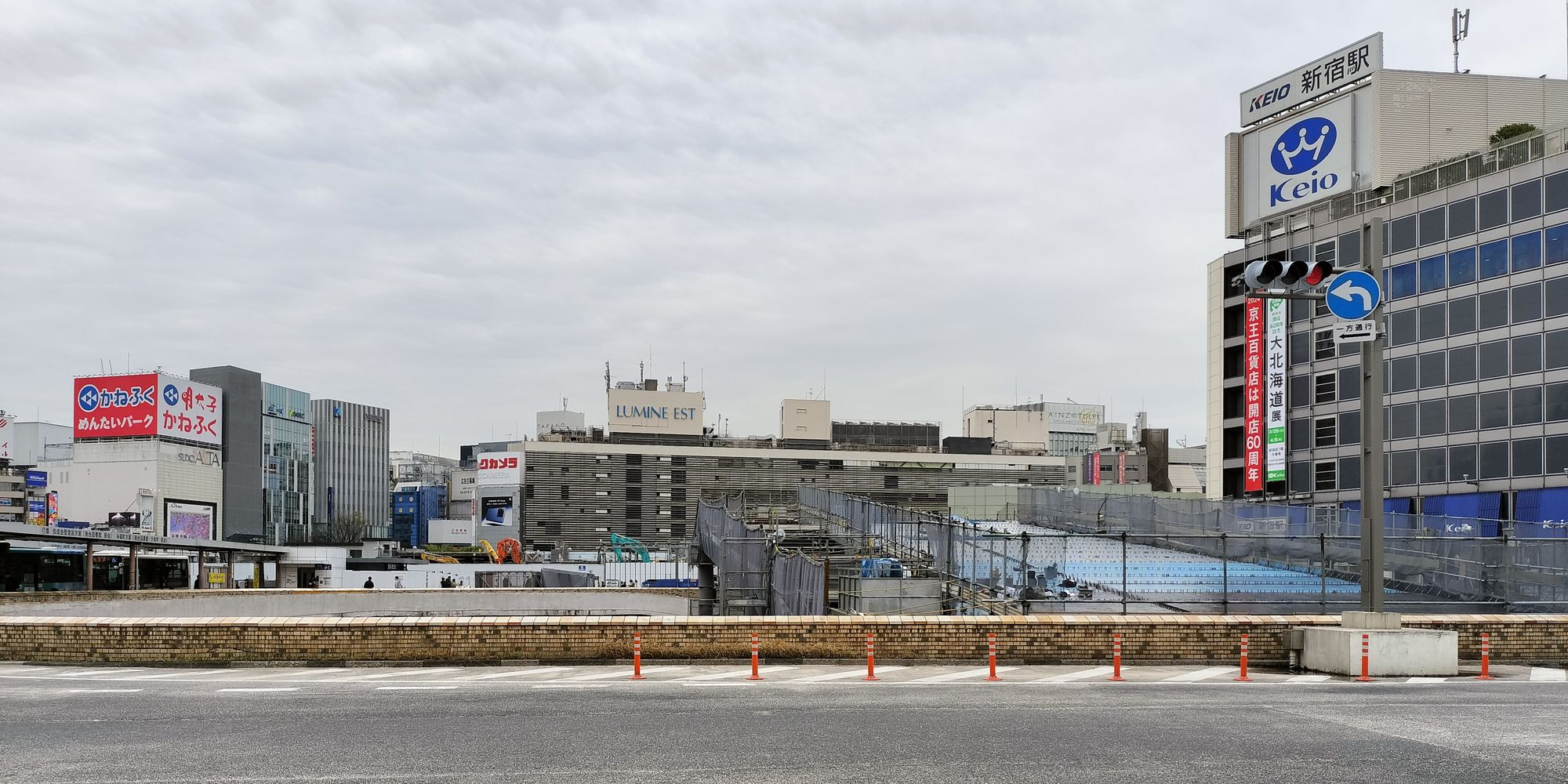
取り壊された本館（2024年4月）

フロア構成
本館は南北で別々の事業者により建設・所有された2棟のビルからなるが、1階から8階までの各階のフロアは全面的に接続していた。ファサードも小田急側のビル設計者である坂倉準三によるデザインで統一され、外見上も一棟の建物にみえるよう設計されている。
北側 - 新宿地下鉄ビルディング。地上8階・地下3階建て。設計は鉄道会館設計事務所。1966年完成。所有は東京メトロ都市開発（東京地下鉄の子会社）。地下1・2階部分には百貨店としての売場は無く、「メトロ食堂街」や丸ノ内線新宿駅の改札口があった。
南側 - 小田急新宿駅ビル。地上14階・地下2階建て。設計は坂倉準三建築研究所。1967年完成。所有は小田急電鉄。
14階には客用エレベーターは通じていなかった。車椅子で14階のレストランに行く際には、13階のエレベーターホールにある専用電話で係員を呼び出し、バックヤード内のエレベーターを利用していた。
- 14階 - レストラン街「マンハッタンヒルズ」
- 13階 - レストラン街「マンハッタンヒルズ」
- 12階 - レストラン街「マンハッタンヒルズ」
- 11階 - 催物場 レディスクラブカウンター、OPカードカウンター
- 10階 - 美術、書籍（三省堂書店）、メガネ、文具（伊東屋）、補聴器
- 9階（南側） - ベビー・こども服、玩具、こどもメガネ
  - 屋上階（9階の北側） - 屋上広場
- 8階 - 家具・インテリア、仏具、寝具・タオル、食器・調理器具、健康用品・介護用品、ギフトサロン、商品券
- 7階 - 紳士服、紳士靴、カバン、紳士洋品・雑貨、トラベル用品
- 6階 - 婦人服、婦人肌着、ナイトウエア
- 5階 - 婦人服、宝飾、時計、呉服、お得意様サロン
- 4階 - 婦人服
- 3階 - 婦人靴、ハンドバッグ、婦人服飾雑貨
- 2階 - 化粧品、アクセサリー、ファッション雑貨「サンドリーズ・アレー」、免税手続き
- 1階 - インターナショナルブティック、コンシェルジュデスク
- 地下1階 - 新宿駅コンコース、メトロ食堂街
- 地下2階 - 食料品、メトロ食堂街

#### 相模大野小田急
1996年3月6日、小田急百貨店が運営会社である「株式会社相模大野小田急」を設立して、11月1日に相模大野駅ビルである相模大野ステーションスクエアB館に開業。相模大野店はB館の2階・3階の一部、4階～6階部分の売場面積合計1万534㎡を使用した。
しかし、売上不振で1998年5月31日をもって退店し、相模大野小田急は9月30日に解散した。

### トロワグロ
フランスの三ツ星レストラン、トロワグロと1984年に専属ライセンス契約を結んた。フランス国外で唯一となる、ブティック・トロワグロが開設されていた。長年小田急百貨店の名物であったが、新宿店再開発による新宿西口ハルクへの移転に際し、新店舗へは入居しないことが決まった。2022年10月2日限りで新宿店から、9月末で藤沢店からも撤退し、フランス国外での営業を終了した。
成城コルティ、新百合ヶ丘、町田の店舗は2021年以前に撤退しており、最終的には新宿・藤沢の2店舗とカフェ・トロワグロのみが営業していた。

#### ブティック・トロワグロ
- 新宿店本館・地下2階食料品売場
- トロワグロ 成城コルティ店（東京都世田谷区成城6-5-34 成城コルティ 1階）
  - ブティック・トロワグロとしては、日本国内で百貨店以外の商業施設への初出店となる店舗だった。

#### トロワグロショップ
- 町田店・地下1階食料品売場
- 藤沢店・地下食料品売場
- 新百合ヶ丘エルミロード店（神奈川県川崎市麻生区上麻生1-4-1 新百合ヶ丘エルミロード 地下1階）

#### カフェ・トロワグロ
- 新宿店・本館8階

### カリヨン館
- 母と子の原宿カリヨン館
- 多摩カリヨン館

### 出張売店（サテライト型店舗）
- ひらつかショップ
- おだわらショップ
- やまとショップ
- さがみはらショップ
- ハイアットリージェンシー東京店
- 小田急百貨店あつぎ - 町田店の分店として雑貨・ギフトを扱っていた。「あつぎショップ」として開店、2015年にイベントスペースを備えた「オアシスあつぎ」としてリニューアルし、2018年に現名称となった。

## 不祥事

### 個人情報流出事件
- 2001年（平成13年）8月中旬、自社のカード加入者の取りまとめを担当している部署の社員が、2000年（平成12年）秋から2001年（平成13年）春にかけて、加入者の個人情報を蓄積しているコンピューターから約38万人分の個人情報をディスク等にコピーした上で信用調査業者に横流しし、約150万円の収入を得ていたと公表した。社員は8月上旬に懲戒解雇となり、翌年の1月に窃盗容疑で逮捕された。[要出典]

## 関連会社
- 小田急デパートサービス株式会社
  - 代表者 - 取締役社長　向山 純一
  - 資本金 - 8千万円
  - 設立 - 1967年（昭和42年）11月1日
  - 所在地 - 〒160-0023　東京都新宿区西新宿1丁目19番5号
  - 事業内容 - ビルメンテナンス業、建設業、婦人衣料販売業、貸衣裳業
  - 2020年4月1日、小田急ビルサービスに吸収合併されて消滅[14]。

- 株式会社小田急友の会
  - 代表者 - 取締役社長　樋本 達夫
  - 資本金 - 3億7千万円
  - 設立 - 1979年（昭和54年）5月1日
  - 所在地 - 〒160-8001　東京都新宿区西新宿1丁目5番1号
  - 事業内容 - 小田急レディスクラブの運営（百貨店取扱商品の売買の取次斡旋、各種娯楽施設の利用・入場券の斡旋等）
- 株式会社小田急プラネット
  - 代表者 - 取締役社長　川村 泰弘
  - 資本金 - 1千万円
  - 設立 - 1992年（平成4年）7月1日
  - 所在地 - 〒160-8001　東京都新宿区西新宿1丁目5番1号
  - 事業内容 - アウトソーシング業、人材派遣業・有料職業紹介業